# گراورز میل (نیوجرسی)
گراورز میل (به انگلیسی: Grover's Mill) یک منطقهٔ مسکونی در ایالات متحده آمریکا است که در ویندسور غربی، نیوجرسی واقع شده‌است. گراورز میل ۲۱ متر بالاتر از سطح دریا واقع شده‌است.